# 阿宰豐區
36°53′46″N 4°25′13″E / 36.8961°N 4.4204°E

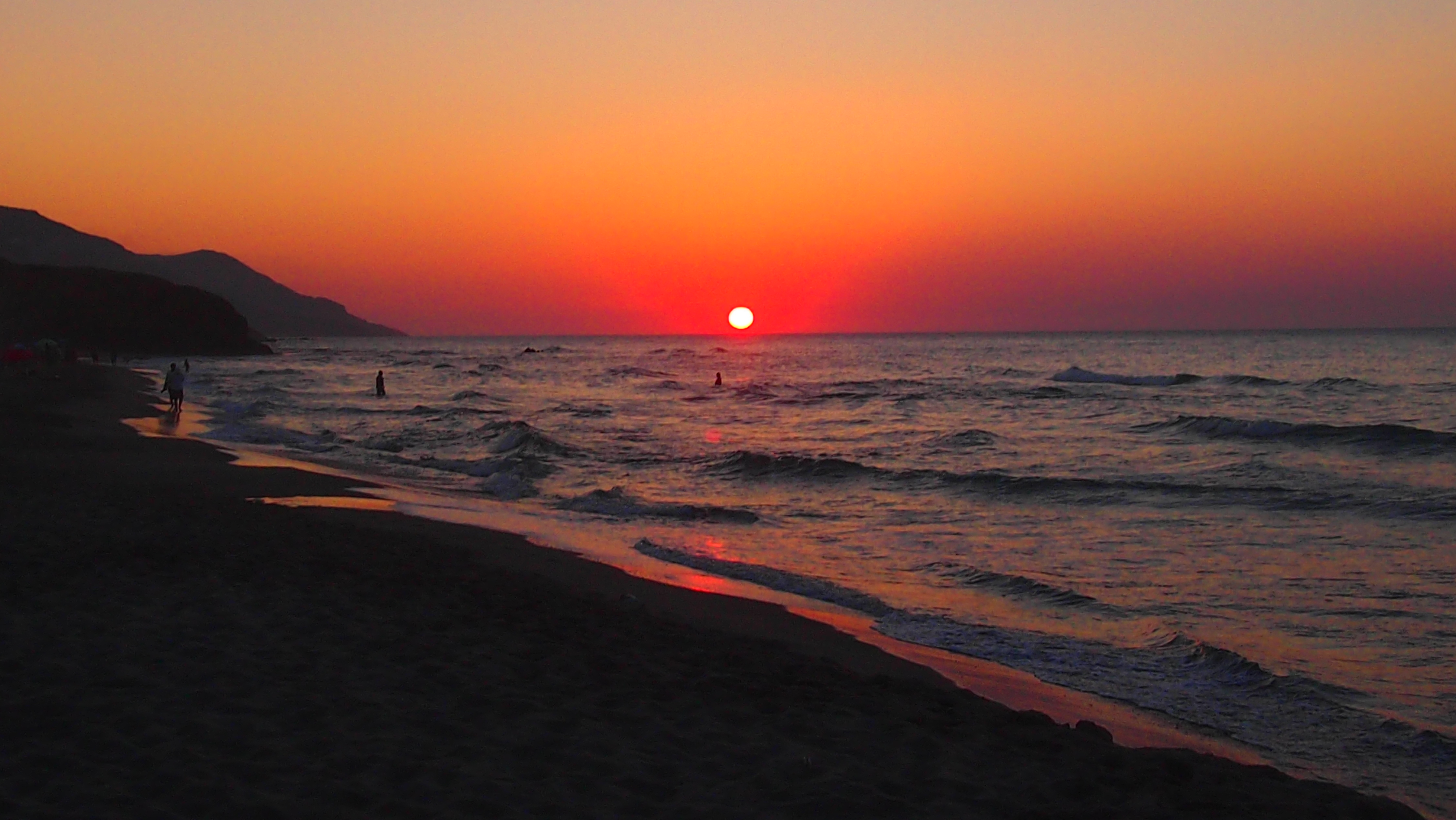
阿爾及利亞阿宰豐日落

阿宰豐區（阿拉伯语：‎），是阿爾及利亞的行政區，位於該國北部，由提濟烏祖省負責管轄，首府設於阿宰豐，面積319平方公里，2008年人口37,756，人口密度每平方公里118人。